# 潭子運動公園
潭子運動公園位於台中市潭子區勝利路旁，是潭子區最大的公園，設有國民暨兒童運動中心、籃球場2面、羽球場2面、網球場3面、槌球場1座、滑輪溜冰場1座、兒童遊戲區1座、健康步道、環園步道、綠地休憩空間。

## 外部連結
- 潭子運動公園 （页面存档备份，存于）,全國運動場館資訊網